# Stadniki (obwód rówieński)
Stadniki (ukr. Стадники) – wieś na Ukrainie, w obwodzie rówieńskim, w rejonie rówieńskim.
Do 2020 roku w rejonie ostrogskim.
W czasie okupacji niemieckiej mieszkające tutaj ukraińskie rodziny Furmaniuków, Pawluków, Tarasowów i Poliszczuków udzielały pomocy Żydom. Po wojnie Instytut Jad Waszem uhonorował za to tytułami Sprawiedliwych wśród Narodów Świata Jewdokyma i Mariję Furmaniuków, Iwana Pawluka i jego matkę Motrionę Pawluk, Semena Tarasowa i jego córkę Sofiję, Hnata Poliszczuka i jego siostrę Nadiję Tarasową z d. Poliszczuk.